# Segunda Categoría de Cotopaxi
El Campeonato Provincial de la Segunda Categoría de Cotopaxi es un torneo oficial de fútbol de ascenso en la provincia de Cotopaxi. Es organizado anualmente por la Asociación de Fútbol Profesional de Cotopaxi (AFPC). Los tres mejores clubes (campeón, subcampeón y tercer lugar) clasifican al torneo de Ascenso Nacional por el ascenso a la Serie B, además el campeón provincial clasificará a la primera fase de la Copa Ecuador.

## Palmarés
| Temporada | Campeón                                                                            | Subcampeón                                                                         |
| --------- | ---------------------------------------------------------------------------------- | ---------------------------------------------------------------------------------- |
| 1983      | Deportivo Cotopaxi (1)                                                             | Juvenil de Salcedo (1)                                                             |
| 1984      | Deportivo Cotopaxi (2)                                                             | Brasilia (1)                                                                       |
| 1985      | Deportivo Cotopaxi (3)                                                             | Brasilia (2)                                                                       |
| 1986      | Deportivo Cotopaxi (4)                                                             | ?                                                                                  |
| 1987      | [[Archivo:\|20x20px\|border\|Bandera de Latacunga]] Juventud San Felipe (1)        | Brasilia (3)                                                                       |
| 1988      | Deportivo Cotopaxi (5)                                                             | Alianza Juvenil San Felipe (1)                                                     |
| 1989      | Brasilia (1)                                                                       | Alianza Juvenil San Felipe (2)                                                     |
| 1990      | Deportivo Cotopaxi (6)                                                             | Alianza Juvenil San Felipe (3)                                                     |
| 1991      | Alianza Juvenil San Felipe (1)                                                     | Deportivo Cotopaxi (1)                                                             |
| 1992      | Deportivo Cotopaxi (7)                                                             | Alianza Juvenil San Felipe (4)                                                     |
| 1993      | Flamengo (1)                                                                       | Deportivo Cotopaxi (2)                                                             |
| 1994      | Flamengo (2)                                                                       | [[Archivo:\|20x20px\|border\|Bandera de Latacunga]] América (San Buenaventura) (1) |
| 1995      | [[Archivo:\|20x20px\|border\|Bandera de Latacunga]] América (San Buenaventura) (1) | Deportivo Cotopaxi (3)                                                             |
| 1996      | ?                                                                                  | ?                                                                                  |
| 1997      | Deportivo Saquisilí (1)                                                            | ?                                                                                  |
| 1998      | Flamengo (3)                                                                       | Deportivo Saquisilí (1)                                                            |
| 1999      | Deportivo Saquisilí (2)                                                            | ?                                                                                  |
| 2000      | Deportivo Cotopaxi (8)                                                             | [[Archivo:\|20x20px\|border\|Bandera de Latacunga]] ESPEL (1)                      |
| 2001      | ?                                                                                  | ?                                                                                  |
| 2002      | ?                                                                                  | ?                                                                                  |
| 2003      | ?                                                                                  | ?                                                                                  |
| 2004      | Deportivo Cotopaxi (9)                                                             | [[Archivo:\|20x20px\|border\|Bandera de Latacunga]] Ramón Barba Naranjo (1)        |
| 2005      | Deportivo Cotopaxi (10)                                                            | Flamengo (1)                                                                       |
| 2006      | Flamengo (4)                                                                       | [[Archivo:\|20x20px\|border\|Bandera de Latacunga]] Alecus (1)                     |
| 2007      | Deportivo Cotopaxi (11)                                                            | [[Archivo:\|20x20px\|border\|Bandera de Latacunga]] Ramón Barba Naranjo (2)        |
| 2008      | UTC (1)                                                                            | [[Archivo:\|20x20px\|border\|Bandera de Latacunga]] Ramón Barba Naranjo (3)        |
| 2009      | UTC (2)                                                                            | [[Archivo:\|20x20px\|border\|Bandera de Latacunga]] LDE (Latacunga) (1)            |
| 2010      | No se disputó                                                                      | No se disputó                                                                      |
| 2011      | Atlético Saquisilí (1)                                                             | Deportivo Cotopaxi (4)                                                             |
| 2012      | Deportivo Cotopaxi (12)                                                            | LDE (La Maná) (1)                                                                  |
| 2013      | [[Archivo:\|20x20px\|border\|Bandera de Latacunga]] Manchester F. C. (1)           | LDE (La Maná) (2)                                                                  |
| 2014      | Brasilia (2)                                                                       | [[Archivo:\|20x20px\|border\|Bandera de Latacunga]] Manchester F. C. (1)           |
| 2015      | Atlético Saquisilí (2)                                                             | UTC (1)                                                                            |
| 2016      | Atlético Saquisilí (3)                                                             | UTC (2)                                                                            |
| 2017      | La Unión (1)                                                                       | Alianza Cotopaxi (1)                                                               |
| 2018      | Alianza Cotopaxi (1)                                                               | La Unión (1)                                                                       |
| 2019      | La Unión (2)                                                                       | [[Archivo:\|20x20px\|border\|Bandera de Latacunga]] Geinco F. C. (1)               |
| 2020      | Atlético Saquisilí (4)                                                             | La Unión (2)                                                                       |
| 2021      | Atlético Saquisilí (5)                                                             | La Unión (3)                                                                       |
| 2022      | La Unión (3)                                                                       | Latacunga City (1)                                                                 |
| 2023      | La Unión (4)                                                                       | Atlético Kin (1)                                                                   |
| 2024      | Panamericana (1)                                                                   | La Unión (4)                                                                       |
| 2025      | Por definir                                                                        | Por definir                                                                        |

## Estadísticas por equipo

### Campeonatos
| Equipo                                                                         | Títulos | Subtítulos | Temporadas campeón                                                      | Temporadas subcampeón   |
| ------------------------------------------------------------------------------ | ------- | ---------- | ----------------------------------------------------------------------- | ----------------------- |
| Deportivo Cotopaxi                                                             | 12      | 4          | 1983, 1984, 1985, 1986, 1988, 1990, 1992, 2000, 2004, 2005, 2007, 2012. | 1991, 1993, 1995, 2011. |
| Atlético Saquisilí                                                             | 5       | 0          | 2011, 2015, 2016, 2020, 2021.                                           |                         |
| La Unión                                                                       | 4       | 4          | 2017, 2019, 2022, 2023.                                                 | 2018, 2020, 2021, 2024. |
| Flamengo                                                                       | 4       | 1          | 1993, 1994, 1998, 2006.                                                 | 2005.                   |
| Brasilia                                                                       | 2       | 3          | 1989, 2014.                                                             | 1984, 1985, 1987.       |
| UTC                                                                            | 2       | 2          | 2008, 2009.                                                             | 2015, 2016.             |
| Deportivo Saquisilí                                                            | 2       | 1          | 1997, 1999.                                                             | 1998.                   |
| Alianza Juvenil San Felipe                                                     | 1       | 4          | 1991.                                                                   | 1988, 1989, 1990, 1992. |
| [[Archivo:\|20x20px\|border\|Bandera de Latacunga]] América (San Buenaventura) | 1       | 1          | 1995.                                                                   | 1994.                   |
| [[Archivo:\|20x20px\|border\|Bandera de Latacunga]] Manchester F. C.           | 1       | 1          | 2013.                                                                   | 2014.                   |
| Alianza Cotopaxi                                                               | 1       | 1          | 2018.                                                                   | 2017.                   |
| [[Archivo:\|20x20px\|border\|Bandera de Latacunga]] Juventud San Felipe        | 1       | 0          | 1987.                                                                   |                         |
| Panamericana                                                                   | 1       | 0          | 2024.                                                                   |                         |
| [[Archivo:\|20x20px\|border\|Bandera de Latacunga]] Ramón Barba Naranjo        | 0       | 3          |                                                                         | 2004, 2007, 2008.       |
| LDE (La Maná)                                                                  | 0       | 2          |                                                                         | 2012, 2013.             |
| Atlético Kin                                                                   | 0       | 1          |                                                                         | 2023.                   |
| [[Archivo:\|20x20px\|border\|Bandera de Latacunga]] Alecus                     | 0       | 1          |                                                                         | 2006.                   |
| [[Archivo:\|20x20px\|border\|Bandera de Latacunga]] ESPEL                      | 0       | 1          |                                                                         | 2000.                   |
| [[Archivo:\|20x20px\|border\|Bandera de Latacunga]] Geinco F. C.               | 0       | 1          |                                                                         | 2019.                   |
| Juvenil de Salcedo                                                             | 0       | 1          |                                                                         | 1983.                   |
| Latacunga City                                                                 | 0       | 1          |                                                                         | 2022.                   |
| [[Archivo:\|20x20px\|border\|Bandera de Latacunga]] LDE (Latacunga)            | 0       | 1          |                                                                         | 2009.                   |

### Estadísticas por Cantón
| Cantón    |    | Títulos |    | Subtítulos |  |
| --------- | -- | --- | -- | --- |  |
| Latacunga | 24 | Deportivo Cotopaxi (12) Flamengo (4) UTC (2) Alianza Cotopaxi (1) Alianza Juvenil San Felipe (1) [[Archivo:\|20x20px\|border\|Bandera de Latacunga]] América (San Buenaventura) (1) [[Archivo:\|20x20px\|border\|Bandera de Latacunga]] Juventud San Felipe (1) [[Archivo:\|20x20px\|border\|Bandera de Latacunga]] Manchester F. C. (1) Panamericana (1) | 23 | Alianza Juvenil San Felipe (4) Deportivo Cotopaxi (4) [[Archivo:\|20x20px\|border\|Bandera de Latacunga]] Ramón Barba Naranjo (3) UTC (2) [[Archivo:\|20x20px\|border\|Bandera de Latacunga]] Alecus (1) Alianza Cotopaxi (1) [[Archivo:\|20x20px\|border\|Bandera de Latacunga]] América (San Buenaventura) (1) Atlético Kin (1) [[Archivo:\|20x20px\|border\|Bandera de Latacunga]] ESPEL (1) Flamengo (1) [[Archivo:\|20x20px\|border\|Bandera de Latacunga]] Geinco F. C. (1) Latacunga City (1) [[Archivo:\|20x20px\|border\|Bandera de Latacunga]] LDE (Latacunga) (1) [[Archivo:\|20x20px\|border\|Bandera de Latacunga]] Manchester F. C. (1) |  |
| Saquisilí | 7  | Atlético Saquisilí (5) Deportivo Saquisilí (2) | 1  | Deportivo Saquisilí (1) |  |
| Pujilí    | 6  | La Unión (4) Brasilia (2) | 7  | La Unión (4) Brasilia (3) |  |
| La Maná   |    | | 2  | LDE (La Maná) (2) |  |
| Salcedo   |    | | 1  | Juvenil de Salcedo (1) |  |